# إيرنيستو غريلو
إيرنيستو غريلو (بالإسبانية: Ernesto Grillo)‏ هو لاعب كرة قدم ومدرب كرة قدم أرجنتيني، ولد في 1 أكتوبر 1929 في بوينس آيرس في الأرجنتين، وتوفي بنفس المكان في 18 يونيو 1998 بسبب سرطان البنكرياس. شارك في سرطان البنكرياس. وشارك مع منتخب الأرجنتين لكرة القدم. أما مع النوادي، فقد لعب مع إنديبندينتي وإيه سي ميلان وبوكا جونيورز.

## مسيرته الكروية
لعب إيرنيستو غريلو خلال مسيرته الاحترافية مع 3 أندية في ثمانية عشر موسمًا وسجل خلالها 123 هدف ضمن 359 مباراة. ولم يفز بأي موسم بالكأس وفاز في أربعة مواسم بالدوري.
خاض إيرنيستو غريلو مسيرته مع نادي إنديبندينتي في موسم 1949 ليلعب معه تسعة مواسم، مشاركًا في 193 مباراة سجل خلالها 91 هدفًا. ثم انتقل إلى نادي إيه سي ميلان في موسم 1957–58 واستمر معه طيلة ثلاثة مواسم، حيث شارك في 79 مباراة سجل خلالها 21 هدفًا. لينتقل بعدها إلى نادي بوكا جونيورز في موسم 1960 ليلعب معه ستة مواسم، مشاركًا في 87 مباراة سجل خلالها 11 هدفًا.

## وصلات خارجية
- إيرنيستو غريلو على موقع قاعدة بيانات كرة القدم.إي يو (الإنجليزية)
- إيرنيستو غريلو على موقع ناشيونال فوتبول تيمز (الإنجليزية)
- إيرنيستو غريلو على موقع عالم كرة القدم.نت (الإنجليزية)